# Tie Your Mother Down
«Tie Your Mother Down» (с англ. — «Свяжи свою мать») — песня английской рок-группы Queen, открывающая альбом A Day at the Races. Написана Брайаном Мэем. Вышла в качестве сингла с песней «You and I» на стороне «Б». Песня примечательна одним из известнейших гитарных риффов. Также в песне использовался приём, который обычно применяет группа Pink Floyd — начало первой и конец последней песни (в данном случае «Teo Torriatte (Let Us Cling Together)» альбома одинаковы, что создаёт впечатление непрерывности альбома.

## Песня
Мэй начал писать песню на острове Тенерифе, когда работал над получением титула доктора философии по астрономии. Он написал рифф на испанской гитаре. Источником вдохновения для него стала песня «Morning Sun» группы Taste с альбома On the Boards. Об этом он заявил на радиостанции BBC Radio 4 в программе памяти гитариста этой группы Рори Галлангера. Что касается слов, то однажды Мэй проснулся утром и начал играть рифф, напевая бессмысленную фразу «Tie your mother down» («Свяжи свою мать»).
Мэй хотел изменить слова к песне, полностью лишённые смысла, но Фредди Меркьюри, услышав песню, убедил гитариста оставить всё как есть (похожая история произошла с Полом Маккартни и Джоном Ленноном при записи песни «Hey Jude»). Но Мэй всё-таки настоял на своём и не пел слова «Take your little brother swimming with a brick, that’s all right» («Отправь своего младшего брата плавать с кирпичом, это нормально») на концертах. Вместо этого он их иногда просто бормотал вместо нормального пения.
Хотя песня исполнялась почти на всех концертах, в чартах песня оказалась не очень коммерчески успешной, достигнув лишь 31-го места в британском хит-параде и 49-й строчки в американском чарте. Из-за этого песня не попала в сборник Greatest Hits, но вошла в альбом Queen Rocks вместе с другими «тяжёлыми» песнями группы.
В 1992 году, на концерте The Freddie Mercury Tribute Concert песню исполнила группа Queen c певцом Джо Эллиоттом из группы Def Leppard и гитаристом Слэшем. На этом концерте Мэй спел первый куплет и припев, а затем со взрывом пиротехники появился Эллиотт и начал петь дальше.
Queen также играла несколько раз эту песню с группой Foo Fighters. Они играли вместе во время церемонии вступления Queen в зале славы рок-н-ролла в 2001 году, на ежегодной церемонии VH1 Rock Honors, посвящённой группам, наиболее повлиявшим на рок-музыку, в 2006 году и на концерте Foo Fighters в гайд-парке, где они потом сыграли песню на бис.

## Концертные записи
- Live Killers (1979)
- We Will Rock You (1981)
- Queen on Fire — Live at the Bowl (1982)
- Live at Wembley ’86 / Live at Wembley Stadium (1986)
- Live Magic (1986)
- The Freddie Mercury Tribute Concert (1992)
- Live at the Brixton Academy (1993)
- Return of the Champions (2005)
- Super Live in Japan (2005)

## Видеоклип
Видеоклип к песне составил режиссёр Брюс Гоуэрс. Вообще-то, клипом к песне является живое выступление группы на концерте Nassau Coliseum в США с наложенным студийным звуком.
Это первый клип в котором песня исполняется не полностью, отчасти это связано с тем, что вступление не игралось на концерте. После первых аккордов гитары, со вступлением ударных, взрывается заряд пиротехники, зажигается в основном красное освещение, зал наполняется сухим льдом и на сцену выходят музыканты. Меркьюри, Мэй и Джон Дикон одеты в белые одежды, а Роджер Тейлор, в противоположность всем, в чёрные кожаные куртку и брюки. В одно время, изображение делится на четыре части и каждая секция показывает одного музыканта. Так продолжается секунд 15.
Кадры из клипа использовались в видео к песням «Bicycle Race» и «Radio Ga Ga».

## Чарты
| Позиция | 42 | 38 | 31 | 43 |

| Позиция | 80 | 70 | 59 | 49 | 49 | 66 |

| Позиция | 23 | 16 | 14 | 16 | 31 | 40 |